# Benoît Verdickt
« Verdickt » redirige ici. Pour l’article homophone, voir Verdict.
Benoît Verdickt, né le 27 septembre 1884 à Steenhuffel, (aujourd'hui Londerzeel en Belgique) et mort le 28 avril 1970 à Montréal, est un organiste, chef de chœur, compositeur et professeur de musique québécois d'origine belge.

## Biographie
Benoît Verdickt a étudié la musique à Malines, d'abord à l'École de Musique Sacrée interdiocésain, puis au Conservatoire de Malines, où il a finalement obtenu son diplôme. En 1906, il a immigré au Québec où il occupa un poste d'organiste à l'église à Victoriaville. Il y resta jusqu'en 1912 année au cours de laquelle, il est devenu organiste et chef de chœur de l'église de Rochester à New York aux États-Unis. Après seulement un an là-bas, il revint au Québec en 1913 pour assumer un rôle similaire à l'église Saints-Anges de Lachine, près de Montréal. Il y resta jusqu'à sa retraite en 1963.  
Benoît Verdickt a été très actif en tant que professeur de musique tout en vivant à Lachine. Il a enseigné au Conservatoire national de Montréal, le solfège et le piano. Il fut nommé directeur du conseil de l'école d'enseignement de la musique de Lachine. Il a également dirigé l'orchestre local de Lachine lors de nombreux concerts organisés dans la ville.
Benoît Verdickt a écrit de la musique d'église qu'il publia lui-même, notamment "Cantique de mariage pour solo et chœur à deux voix" (1918) et son œuvre majeure, "Missa pro defunctis pour chœur à trois voix et orgue" (1941). 
Benoît verdickt est mort le 28 avril 1970 dans l'arrondissement de Saint-Laurent à Montréal. À sa mort, le journal local le Messager de Lachine (6 mai 1970) lui rendit hommage : « Ils sont nombreux chez nous ceux qui lui doivent leur goût et leur formation musicale. Aussi restera-t-il toujours une grande figure dans l'histoire de Lachine. ».  Un des pavillons du Musée de Lachine porte son nom.